# Schriftstellerverband der DDR

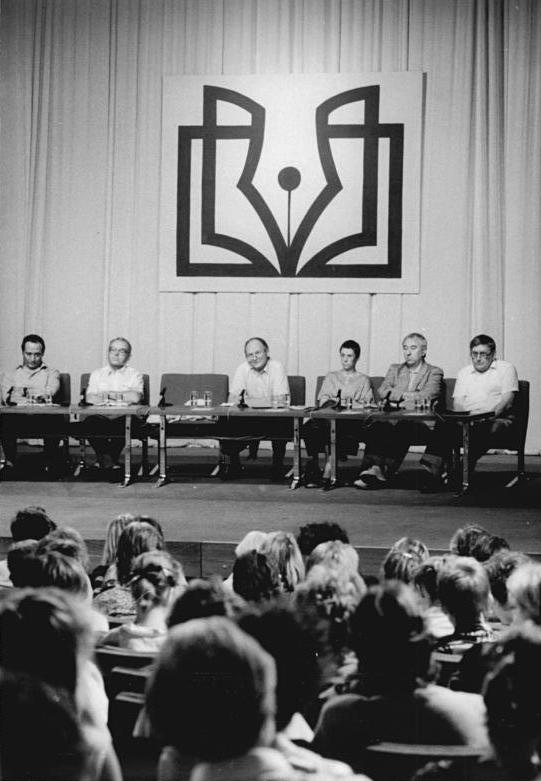
Schriftstellerlesung 1989, mit Verbandssymbol

Der Schriftstellerverband der DDR (1950–1973 Deutscher Schriftstellerverband) war der Dachverband von Schriftstellern in der DDR von 1950 bis 1990. Mitglieder waren schöngeistige Autoren, Literaturkritiker, Herausgeber, Lektoren und Übersetzer sowie Kulturfunktionäre.

## Geschichte

### Schutzverband Deutscher Autoren 1946–1950
1946 wurde der Schutzverband Deutscher Autoren innerhalb der Gewerkschaft Kunst und Schrifttum gegründet. Dessen Name war vom einflussreichen Schutzverband deutscher Schriftsteller bis 1933 abgeleitet. Er war organisierte unter anderem den Ersten Deutschen Schriftstellerkongreß 1947 in Berlin. (In der Bundesrepublik bestand ein Regionalverband Nordwest bis etwa 1968 weiter.)

### Deutscher Schriftstellerverband 1950–1973

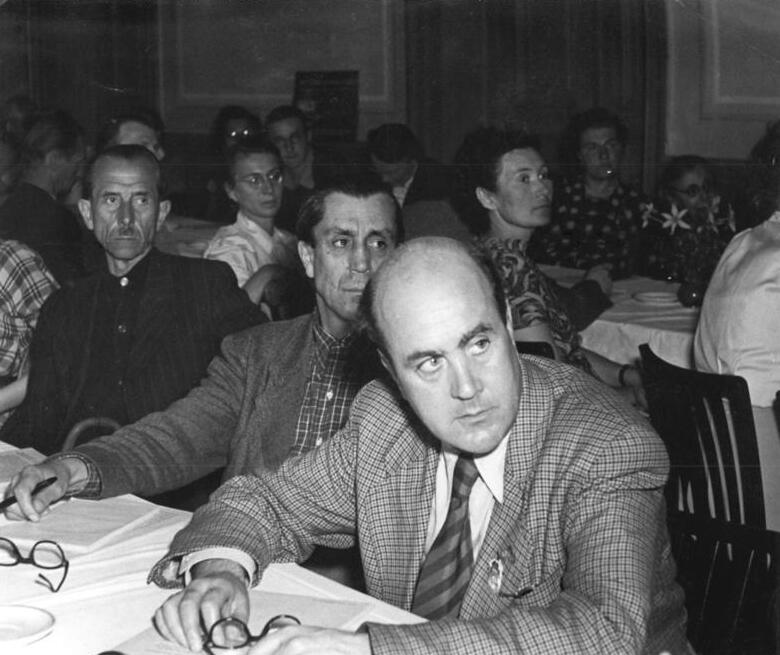
Tagung des Deutschen Schriftstellerverbandes 1952

Am 4. Juni 1950 wurde der Deutsche Schriftstellerverband  in Ost-Berlin gegründet, zunächst als Teil des Kulturbundes zur demokratischen Erneuerung Deutschlands.
Am 22. Mai 1952 konstituierte er sich als eigenständiger Verband.
Der Schriftstellerverband unterstützte seine Mitglieder in ihren beruflichen Aktivitäten. Er organisierte Lesungen, häufig in Betrieben und in öffentlichen Veranstaltungen, außerdem Tagungen, Schriftstellertreffen auch mit Autoren anderer sozialistischer Länder und weiteres.
Der Deutsche Schriftstellerverband war eng mit der Parteiführung der SED verbunden und wirkte auf seine Mitglieder besonders in den ersten Jahren ein, die vorgegebenen Richtlinien des sozialistischen Realismus in der Literatur in Inhalt und Form umzusetzen.

Er äußerte sich ablehnend zum Aufstand vom 17. Juni 1953 und befürwortete die Niederschlagung des Ungarischen Volksaufstandes 1956, den Mauerbau 1961.

### Schriftstellerverband der DDR 1973–1990
Im November 1973 wurde er in Schriftstellerverband der DDR umbenannt. Die Ausbürgerungen der Schriftsteller Alexander Solschenizyn 1974 aus der Sowjetunion und von Wolf Biermann 1976 aus der DDR wurden begrüßt, Schriftsteller, die dagegen protestierten, wurden aus dem Schriftstellerverband ausgeschlossen.
Zum VIII. Schriftstellerkongress im Mai 1978 wurden einige weitere Verbandsmitglieder nicht mehr eingeladen, denen vorgehalten wurde, dass es ihnen an „Verbundenheit … mit der Partei der Arbeiterklasse“ mangele.
Der neue Verbandspräsident Hermann Kant begründete dies: „Einige kommen mit vielen nicht zurecht.“ Seit dieser Zeit waren fast ausschließlich linientreue Schriftsteller Mitglieder des Präsidiums.
Seit Mitte der 1980er Jahre äußerte sich der Unmut vieler Mitglieder wegen nötiger Reformen deutlicher. Auf dem X. Schriftstellerkongreß der DDR 1987 übten Günter de Bruyn, Christoph Hein und andere teilweise deutliche Kritik an der Zensur und weiteren Missständen.

### Veränderungen und Auflösung 1990
Auf dem Außerordentlichen Schriftstellerkongress im März 1990 sollte ein Neuanfang gemacht und notwendige Umstrukturierungen vorgenommen werden. Rainer Kirsch wurde überraschenderweise zum neuen Präsidenten gewählt.
Nach der deutschen Wiedervereinigung wurde der Verband nach einer Mitgliederbefragung im Umlaufverfahren im November 1990 wieder in Deutscher Schriftstellerverband (DSV) umbenannt. Auf seiner letzten Sitzung am 27. November beschloss der Vorstand, die Tätigkeit des Verbandes zum 31. Dezember 1990 einzustellen.

## Strukturen
Der Schriftstellerverband der DDR war nach dem Vorbild des Schriftstellerverbandes der UdSSR gestaltet (und enthielt auch Elemente der Autorenüberwachung der NS-Zeit durch die Reichsschrifttumskammer).
Er gliederte sich in 15 Bezirksverbände und in die Gruppe der sorbischen Autoren.
Die Rechtsaufsicht unterlag dem Ministerium für Kultur, die politische Anleitung dem ZK der SED. Die sogenannte „Absicherung der Linie Schriftsteller“ wurden vom Ministerium für Staatssicherheit übernommen. Wie alle Künstlerverbände der DDR wurde der Schriftstellerverband aus dem Staatshaushalt (Ministerium für Kultur) finanziert, im Jahre 1989 erhielt er 2,5 Millionen Mark.

### Mitgliedschaft
Mitglieder konnten Verfasser „schöngeistiger Werke aller Genres“, Übersetzer, Herausgeber, Literaturkritiker, Essayisten, Literaturwissenschaftler und solche Personen werden, die sich „in besonderer Weise um die Förderung der Literatur verdient gemacht“ hatten (Kulturfunktionäre oder politische Mitarbeiter aus der Leitung des Verbandes).
Voraussetzung der Aufnahme war eine Bestätigung als Kandidat. Für eine Kandidatur waren neben der Fürsprache zweier Mitglieder als Bürgen der Nachweis schriftstellerischer Tätigkeit und bereits vorliegende Veröffentlichungen belletristischer oder lyrischer Art notwendig. Allgemein waren dafür zwei belletristische oder lyrische Publikationen erforderlich. Nach Abschaffung des Kandidatenstatus in den 1950er Jahren und nach zeitweiliger Delegierung der Nachwuchsarbeit an die Arbeitsgemeinschaften Junger Autoren AJA wurde 1974 der Kandidatenstatus erneut eingeführt.
„Ohne Einverständnis des MfS wurde nach 1976 weder ein Kandidat bestätigt noch als Mitglied in den Verband aufgenommen. Delegierungen zum Studium am Literaturinstitut Leipzig unterlagen nach 1976 ebenfalls dieser Praxis.“
Aufgaben und Pflichten regelte ein Statut, das die Mitglieder zur „Schaffensmethode des sozialistischen Realismus“ verpflichtete und die Anerkennung der „führenden Rolle der Arbeiterklasse und ihrer Partei“ verlangte.
1989 hatte der Schriftstellerverband der DDR 931 Mitglieder und 118 Kandidaten in den 15 Bezirksverbänden.

### Leitungsstrukturen
Höchstes Organ waren die Schriftstellerkongresse, die auf Beschluss des Vorstandes etwa alle vier Jahre tagten. Leitungsorgane waren das Präsidium, das vierteljährlich zusammentrat, und der Vorstand, der in der Regel monatlich tagte. Die Mitglieder des Vorstands wurden (nach vorheriger Bestätigung durch das ZK der SED) auf den Schriftstellerkongressen gewählt. Dem Vorstand gehörten auch die Vorsitzenden der Bezirksverbände und die Sekretäre des Verbandes an. Aus dem Vorstand wurde der Präsident, die Vizepräsidenten und das Präsidium gewählt. Auch der Chefredakteur der Verbandszeitschrift neue deutsche literatur und die Sekretäre des Verbandes waren Mitglieder des Präsidiums.
Der Vorstand des Schriftstellerverbands wurde auf den Schriftstellerkongressen gewählt. Ihm gehörten die Vorsitzenden der 16 Bezirksverbände (15 Bezirke sowie der separate Sorbische Arbeitskreis Bautzen) und eine große Zahl weiterer Autoren an (der 1978 gewählte Vorstand umfasste über 100 Mitglieder).
Die realen Entscheidungsbefugnisse lagen allerdings beim Präsidium des Vorstands und dort speziell beim Präsidenten und dem Ersten Sekretär, in geringerem Maße bei den fünf Vizepräsidenten.

### Abteilungen
Abteilungen waren Teil des Verwaltungs- und Organisationsapparats des Schriftstellerverbandes und zugleich administratives Instrument des Verbandes. Abteilungen des Verbandes unterstützen die Arbeit der ehrenamtlich wirkenden Kommissionen, des Vorstands, des Präsidiums und die Arbeit des Präsidenten. Sie holten Informationen ein (von den Bezirksverbänden, den zuständigen Ministerien oder beim ZK der SED), erarbeiteten Analysen und bereiteten Beschlussfassungen vor. Eine zweite wichtige Aufgabe von Abteilungen bestand in der Umsetzung von Beschlüssen der Kommissionen, des Vorstandes und des Präsidiums. Abteilungen waren mit hauptamtlichen Mitarbeitern besetzt, die der Anleitung von Sekretären unterstanden; verantwortlich und rechenschaftspflichtig für die Arbeit der Abteilungen war der Erste Sekretär. Sekretäre des Schriftstellerverbands waren politische Mitarbeiter, unterlagen dem Nomenklaturkadersystem der DDR und waren gegenüber dem ZK der SED bestätigungs- und berichtspflichtig.
Der Verband verfügte über folgende Abteilungen:
- Abteilung Internationale Beziehungen (Auslandsabteilung) hervorgegangen aus der Westabteilung (Abteilung für Westarbeit)
- Abteilung Organisation und Finanzen
- Abteilung Sozialpolitik/Kader
- Literaturabteilung
- Nachwuchsabteilung (hervorgegangen aus der Abteilung Nachwuchs und Auftragswesen)

Die Aufgaben einer Kader- bzw. Personalabteilung unterlagen dem Ersten Sekretär des DSV/SV.

### Kommissionen
Kommissionen wurden nach Bedarf vom Zentralvorstand eingesetzt, ihre Einsetzung und Aufgaben unterlagen der Bestätigung durch einen Schriftstellerkongress. Die Mitglieder wurden berufen, in der Regel nach Rücksprache mit dem ZK der SED. Die Arbeit in Kommissionen war ehrenamtlich. Sekretäre des DSV/SV (Leiter der Abteilungen) waren je nach Sachgebiet automatisch kooptiert und hatten innerhalb der Kommission Stimmrecht. Beschlüsse der Kommissionen wurden zur Umsetzung an die jeweiligen Abteilung des DSV/SV überstellt; Kommissionen waren daher ein wichtiges Gremium für die interne Arbeit des DSV/SV. Die Arbeit von Kommissionen erstreckte sich in der Regel auf den Zeitraum zwischen zwei Schriftstellerkongressen, konnte aber durch Beschluss des Kongresses verlängert werden.
Im Jahr 1987 bestanden folgende Kommissionen:
- Auftrags- und Stipendienkommission
- Kommission für Internationale Beziehungen
- Nachwuchskommission
- Rechtskommission (hervorgegangen aus der Rechts- und Berufskommission)
- Solidaritätskommission
- Sozialkommission (auch Sozialpolitische Kommission genannt)
- Statutenkommission (die bei Bedarf eingesetzt wurde)

## Mitglieder

### Präsidenten
- Bodo Uhse (1950–1952), Erster Vorsitzender des DSV innerhalb des Kulturbundes
- Anna Seghers (1952–1978), Präsidentin mit Gründung des DSV als eigenständige Institution, seit 1978 Ehrenpräsidentin
- Hermann Kant (1978–1990)
- Rainer Kirsch (1990)

### Vizepräsidenten
seit 1969
- Jurij Brězan (1969–1989)
- Hermann Kant (1969–1978)
- Fritz Selbmann (1969–1975)
- Max Walter Schulz (1969–1989)
- Erwin Strittmatter (1969–1978)
- Gerhard Holtz-Baumert (1978–1989)
- Rainer Kerndl (1978–1989)
- Joachim Nowotny (1978–1989)
- Joachim Walther (1990)

### Erste Sekretäre
- Walther Victor (1950–1952), geschäftsführender Vorsitzender des DSV im Kulturbund
- Kurt Barthel (Kuba) (1952–1954)
- Gustav Just (1954–1955)
- Eduard Claudius (1956)
- Max Zimmering (1956–1958)
- Erwin Strittmatter (1959–1961)
- Otto Braun (1961–1963)
- Hans Koch (1963–1966)
- Gerhard Henniger (1966–1990)
- Dirk von Kügelgen (1990, als Geschäftsführer)

### Weitere Mitglieder des Präsidiums
Dem Präsidium gehörten zeitweise bis zu 100 Mitglieder (1978) an.
Weitere Mitglieder waren unter anderen Helmut Sakowski, Kurt Stern, Horst Beseler, Günter Görlich, Irmtraud Morgner, Rudi Strahl, Hans Weber, Walter Flegel, Herbert Otto, Rosemarie Schuder, Volker Braun, John Erpenbeck, Klaus Jarmatz, Waldtraut Lewin und Maria Seidemann; ebenso die Chefredakteure der Verbandszeitschrift ndl Werner Neubert und Walter Nowojski.

### Ausgeschlossene und ausgetretene Mitglieder
Im Laufe der Geschichte des Verbandes wurden einige Male Mitglieder ausgeschlossen. Dies geschah immer auf Anweisung der SED-Parteiführung wegen deren unliebsamen Verhaltens. Die Leitung und die Mitglieder des Schriftstellerverbandes wurden dann unter Druck gesetzt, um diese Ausschlüsse formal umzusetzen. Für viele der verbliebenen Mitglieder bedeutete ihr Verhalten bei den Abstimmungen über die Ausschlüsse einen erheblichen Gewissenskonflikt.
Ausgeschlossen wurden unter anderem
- November 1976 Reiner Kunze, wegen Veröffentlichung der Textsammlung Die wunderbaren Jahre in der Bundesrepublik
- ab November 1976 einige Schriftsteller wegen Unterschrift unter die Protestresolution gegen die Ausbürgerung von Wolf Biermann[7][8]

- 1979 neun Autoren wegen Protest gegen Strafverfahren gegen Stefan Heym nach der Veröffentlichung von dessen Roman Collin in der Bundesrepublik, und zwar Kurt Bartsch, Adolf Endler, Stefan Heym, Karl-Heinz Jakobs, Klaus Poche, Klaus Schlesinger, Rolf Schneider, Dieter Schubert und Joachim Seyppel aus dem Bezirksverband Berlin[9][10]
- Heiner Müller

Es traten selber aus
- 1977 Erich Loest, nach massivem äußerem Druck nach dessen Unterschrift unter die Protestresolution gegen die Biermann-Ausbürgerung (und weil es im Bezirksverband Leipzig nicht möglich erschien, ihn auszuschließen)

Eine schriftstellerische Tätigkeit war in der DDR ohne Mitgliedschaft im Schriftstellerverband nur schwer möglich, da dies auch bedeutete, keine Steuernummer zu haben und auf viele Erleichterungen und Unterstützungen bei der beruflichen Tätigkeit zu verzichten (zum Beispiel für Veröffentlichungen, Lesungen, Veranstaltungen und das Schriftstellerheim am Schwielowsee).

## Schriftstellerkongresse
- Erster Deutscher Schriftstellerkongreß 4. – 8. Oktober 1947, organisiert vom Kulturbund zur demokratischen Erneuerung Deutschlands und dem Schutzverband Deutscher Autoren
- II. Deutscher Schriftstellerkongreß 4. – 6. Juli 1950[11]
- III. Deutscher Schriftstellerkongreß 22. – 25. Mai 1952
- IV. Deutscher Schriftstellerkongreß 9. – 14. Januar 1956
- V. Deutscher Schriftstellerkongreß 25. – 27. Mai 1961
- VI. Deutscher Schriftstellerkongreß 28. – 30. Mai 1969
- VII. Schriftstellerkongreß der DDR 14. – 16. November 1973
- VIII. Schriftstellerkongreß der DDR 29. – 31. Mai 1978
- IX. Schriftstellerkongreß der DDR 31. Mai – 2. Juni 1983
- X. Schriftstellerkongreß der DDR 25. – 26. November 1987
- Außerordentlicher Schriftstellerkongreß der DDR 1. – 3. März 1990

## Einrichtungen und Archiv
Der Schriftstellerverband nutzte für seine Veranstaltungen den Club der Kulturschaffenden (später Club der Kulturschaffenden „Johannes R. Becher“) in Berlin-Mitte.
Er unterhielt ein eigenes Schriftstellerheim „Friedrich Wolf“ in Petzow am Schwielowsee seit 1953. Dort gab es die Möglichkeiten der Erholung und des Austauschs für Mitglieder.
Es gab Kontakte zum Literaturinstitut »Johannes R. Becher« in Leipzig. (Dieses sollte 1950 als Einrichtung des Schriftstellerverbandes geschaffen werden, wurde dann aber erst 1955 als selbständige Hochschuleinrichtung gegründet.)
Das Archiv des Schriftstellerverbandes befindet sich seit 1991 im Archiv der Akademie der Künste Berlin.

## Publikationen
Der Schriftstellerverband gab die Literaturzeitschrift „Neue deutsche Literatur“ (ndl) von 1952 bis 1990 heraus. Als verbandsinternes Informationsmaterial erschienen monatliche „Mitteilungen“, Anfang der 1950er Jahre zusätzlich die Zeitschrift „Der Schriftsteller“.
Außerdem wurden seit 1952 die Protokollbände der Schriftstellerkongresse herausgegeben.
- Ursula Reinhold, Dieter Schlenstedt (Hrsg.): Erster Deutscher Schriftstellerkongreß 8. Oktober 1947. Berlin 1996, ISBN 3-351-01883-5.
- II. Deutscher Schriftstellerkongreß vom 4. bis 6. Juli 1950. (nicht dokumentiert)
- III. Deutscher Schriftstellerkongreß vom 22. bis 25. Mai 1952. Referate und Diskussionsbeiträge. Berlin 1952.
- IV. Deutscher Schriftstellerkongreß 9.–14. Januar 1956. Referate und Diskussionsbeiträge. Berlin 1956.
- V. Deutscher Schriftstellerkongreß vom 25. bis 27. Mai 1961. Referate und Diskussionsbeiträge. Berlin 1962.
- VI. Deutscher Schriftstellerkongreß vom 28.–30. Mai 1969. Referate und Diskussionsbeiträge. Berlin 1969.
- VII. Schriftstellerkongreß der Deutschen Demokratischen Republik. Protokoll. Berlin und Weimar 1974.
- VIII. Schriftstellerkongreß der Deutschen Demokratischen Republik. Berlin und Weimar 1979.
- IX. Schriftstellerkongreß der Deutschen Demokratischen Republik. Berlin und Weimar 1984.
- X. Schriftstellerkongreß der Deutschen Demokratischen Republik vom 25. bis 26. November 1987. Berlin und Weimar 1988. (2 Bände)